# Пачеко (коммуна)
Пачеко (итал. Paceco) — коммуна в Италии, располагается в регионе Сицилия, подчиняется административному центру Трапани.
Население составляет 11 427 человек (на 2010 г.), плотность населения составляет 195,7 чел./км². Занимает площадь 58 км². Почтовый индекс — 91027. Телефонный код — 0923.
Покровителем населённого пункта считается святая Екатерина. Праздник ежегодно празднуется 25 ноября.

## История
Основан в 1607 году маркизом Плачидо Фарделла и назван именем его жены — Терезы Пачеко ди Вильена.

## Достопримечательности
- Saline di Nubia — музей соли
- Собор La Chiesa Madre, SS. Crocifisso, основан в 1623

## Администрация
Мэр — Бьяджио Марторана, с 30.06.2008.

## Миграция
Согласно данным ISTAT от 31 декабря 2009, иностранных резидентов числилось 174 человека. Из них 115 человек (1,01 %) — граждане Румынии.